# Voltairine de Cleyre
Voltairine de Cleyre (17 de novembro de 1866– 20 de junho de 1912) foi uma ativista anarquista americana. Foi considerada por Emma Goldman como "a mais dadivosa e brilhante anarquista já nascida nos Estados Unidos". Na atualidade ela é pouco conhecida, segundo alguns historiadores em consequência da pouca circulação de seus escritos bem como do curto período de vida.

## Vida
Voltairine de Cleyre nasceu na pequena cidade de Leslie, Michigan, em uma família extremamente pobre que possuía laços com o movimento abolicionista estadunidense. Alguns de seus parentes participaram da famosa Underground railroad, uma rede clandestina que auxiliou dezenas de milhares escravos em suas fugas para territórios sem escravidão. Seu nome foi escolhido em homenagem ao famoso filósofo francês Voltaire - fatos de sua biografia que contribuiriam para a formação de sua retórica libertária pouco depois de sua adolescência.
Ainda adolescente foi matriculada em um convento Católico em Sarnia, Ontário, Canadá, já que seu pai não podia sustentar a família a beira do desespero. Esta experiência teve o efeito de aproximá-la mais do ateísmo do que do Cristianismo. Sobre o tempo que passou lá ela disse, "este tem sido como o Vale das Sobras da Morte, existem cicatrizes brancas em minha alma, onde a ignorância e superstição queimaram-me com seu fogo infernal nesses dias sufocantes". Mais de uma vez ela tentou fugir, uma delas nadando na água gélida do Porto de Huron Michigan, e andando 17 milhas ao fim das quais acabou por encontrar amigos de sua família que contataram seu pai e a mandaram de volta. De nada adiantaria, pouco tempo depois ela conseguiu fugir novamente para nunca mais voltar.
Após o período no convento de Cleyre se envolveu com o movimento intelectual anticlerical Movimento Livre Pensador contribuindo com artigos para periódicos do Movimento Livre Pensador.

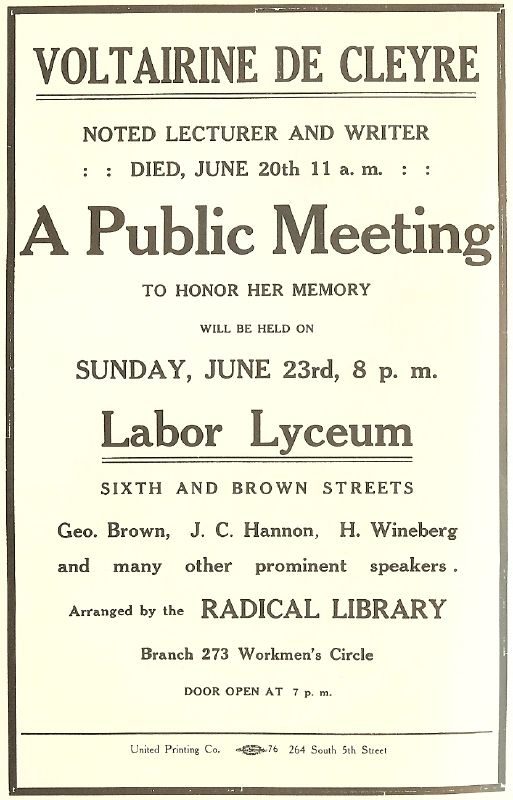
Um panfleto anunciando um evento em memória de De Cleyre ocorrido alguns dias após sua morte.

Durante o tempo em que esteve no movimento livre pensador em meados e no final da década de 1880, de Cleyre foi especialmente influenciada por Thomas Paine, Mary Wollstonecraft, e Clarence Darrow. Outras influências durante sua vida foram Henry David Thoreau, Bill Haywood, e mais tarde Eugene Debs. Após a eclosão dos protestos durante a revolta de haymarket em 1887, porém ela tornou-se uma anarquista. "Até então eu acreditava na justiça essencial da Lei Americana de julgamento por juri," ela escreveu em um ensaio autobiográfico, "Após aquilo eu nunca pude".
Ela também foi conhecida como uma ótima discursista e escritora - na opinião do biografo Paul Avrich, ela teve "um talento literário maior do que qualquer outro Anarquista Americano" - e como uma incansável defensora da causa anarquista, cujo "zelo religioso," de segundo Goldman, "marcou tudo que ela fez".
Ela foi próxima e inspirada por Dyer D. Lum, ("seu professor, seu confiado, seu camarada" nas palavras de Goldman) até Lum cometer suicídio em 1893. Em 12 de Junho de 1890, ela teve um filho, Harry, criado pelo livre pensador James B. Elliot; contudo, a criança foi tomada dela quando ela se recusou a viver com Elliot.
Durante sua vida ela foi afetada por doenças e depressão, tentando suicídio em pelo menos duas ocasiões e sobrevivendo uma tentativa de assassinato em 19 de Dezembro de 1902. A tentativa de assassinato seria cometida por Herman Helcher, um ex-aluno seu que havia sido diagnosticado portador de crises de insanidade, e que ela perdoou imediatamente depois do ato. Posteriormente escreveria De Cleyre: 
Teria sido um ultrage contra a civilização se fôssemos mandados para a prisão por um ato produzido por um cérebro doente.— 
O ataque no entanto deixaria a libertária com sequelas permanentes na forma de uma dor de ouvido crônica e uma infecção na garganta, que com frequência e de forma crônica, afetavam sua habilidade de discursar e a sua concentração.
Em 1910, com sua saúde em declínio, de Cleyre, se viu desiludida com o trabalho de sua vida, escrevendo a um amigo: “Não vejo mais nada para fazer. Tudo fica amargo na minha boca e se torna cinzas em minhas mãos.” Ela se mudou para Chicago e foi brevemente revigorada pela notícia da revolução mexicana. Ela teve aulas de espanhol e se preparou para uma viagem a Los Angeles, para estar mais perto do conflito, mas adoeceu pela última vez.
Voltairine de Cleyre morreu em 20 de junho de 1912, com 45 anos, no Hospital St. Mary of Nazareth em Chicago, Illinois de meningite séptica. A causa foi uma infecção craniana que se desenvolveu a partir de seu tímpano perfurado. Ela foi enterrada no Cemitério Waldheim (atual Cemitério Forest Home), em Forest Park, Chicago.

## Crenças políticas
A perspectiva política Voltairine de Cleyre mudou ao longo de sua vida, e acabou levando-a a tornar-se uma defensora ardorosa do "anarquismo sem adjetivos", uma doutrina, de acordo com o historiador George Richard Esenwein, "sem qualquer etiqueta de qualificação como comunista, coletivista, mutualista, ou individualista . Para outros, [...] era simplesmente entendido como uma atitude de tolerância a coexistência de diferentes escolas anarquistas".
Por muitos anos Cleyre esse ligada primeiramente com o meio anarco-individualista americano. Sua prematura adesão ao individualismo pode ser notada na maneira que ela diferenciava-se de Emma Goldman: "A senhora Goldman é uma comunista, eu sou uma individualista. Ela quer destruir o direito de propriedade, eu gostaria de afirmar isso. Eu faço a minha guerra contra o privilégio e a autoridade, mediante ao direito de propriedade, o direito real que é próprio do indivíduo, é aniquilado. Ela acredita que a cooperação suplantaria inteiramente a concorrência, eu mantenho que a concorrência de uma forma ou outra sempre vai existir, e que é altamente desejável que exista."
Apesar da antipatia prematura entre as duas, Goldman e Voltairine respeitaram-se intelectualmente. Em seu ensaio de 1894 "Em Defesa de Emma Goldman e o direito de expropriação", Voltairine escreveu em apoio ao direito de expropriação mantendo-se neutra em sua defesa: "Eu não acho que nem um pouco de carne humana vale a pena todos os direitos de propriedade na cidade de NY [...] eu digo que é da sua conta decidir se você vai morrer de fome e congelar por falta de comida e roupas, fora da cadeia, ou cometer algum ato aberto contra a instituição da propriedade e tomar o seu lugar ao lado Timmermann e Goldman." 
Eventualmente, no entanto, de Cleyre foi movida a rejeitar o individualismo. Em 1908 ela argumentou "que a melhor coisa que os trabalhadores e mulheres poderiam fazer seria organizar sua indústria para juntos abolirem o dinheiro" e "produzir juntos, cooperativamente ao invés de como empregador e empregado".
Em 1912 ela argumentou que a falha da Comuna de Paris foi devido ao "respeito a propriedade [privada]". Em seu ensaio, "The Commune Is Risen", ela afirma que "Em suma, embora houvesse outras razões pelas quais a Comuna caiu, o chefe foi o que na hora de necessidade, os Communards não eram mais Comunista. Eles tentaram quebrar as prisões políticas sem quebrar as [prisões] econômicas[...]."
"Socialismo e comunismo demandam um grau de esforço conjunto e administração que geram mais regulamentação do que é o coerente com o Anarquismo ideal; Individualismo e Mutualismo, descansando sobre a propriedade, envolvem o desenvolvimento da polícia privada, absolutamente incompatível com a minha noção de liberdade". Como alternativa, ela se tornou uma das mais proeminentes defensoras do anarquismo sem adjetivos. Em The Making of an Anarchist, ela escreveu: "Eu já não me rotulo, exceto como "anarquista" simplesmente".
Alguma discordância existente quanto a rejeição ou não de Voltairiene de Cleyre ao individualismo constitute em um abraço ao comunismo. Rudolf Rocker e Emma Goldman afirmaram tal coisa, mas outros, incluindo o biógrafo Paul Avrich, tomaram como exceção. Cleyre, ela mesma, em resposta a alegações de que tinha sido uma anarco-comunista, afirmou em 1907 que "eu não sou agora e nunca fui em qualquer momento, uma comunista".
"Direct Action", seu ensaio de 1912 em defesa da ação direta, é muito citado nos dias atuais. Nesse ensaio, de Cleyre colocou exemplos como a Festa do Chá de Boston, notando que "a ação direta sempre foi usada, e tem a sanção histórica das mesmas pessoas que agora a reprovam".

## Legado
Voltariene de Cleyre foi uma proeminente anarquista americana, e como uma das primeiras mulheres de renome no movimento anarquista, ela foi aclamada por Emma Goldman como "a mais talentosa e brilhante anarquista que a America já produziu". Hoje ela não é muito conhecida, alguns biógrafos como Sharon Presley atribuem isso ao seu curto tempo de vida. Um coleção de seus discursos, The Fisrt Mayday: The Haymarket Speeches, 1895-1910, foi publicado pelo Libertarian Book Club em 1980 e em 2004, a AK Press liberou The Voltariene de Cleyer Reader.  Em 2004, mais duas coleções de seus artigos e discursos foram publicados - Exquisite Rebel: The Essays of Voltairine De Cleyre – Anarchist, Feminist, Genius editado por Presley e Crispin Sartwell e publicado pela SUNY Press, e o outro, Gates of Freedom: Voltairine De Cleyre and the Revolution of the Mind, da University of Michigan Press.